# روبوت إنترتيمنت
روبوت إنترتيمنت (بالإنجليزية: Robot Entertainment)‏ هي شركة أمريكية ناشرة لألعاب الفيديو تأسست بواسطة الأشخاص المؤسسين لشركة إنسمبل ستوديوز و التي تم إغلاقها بواسطة ميكروسوفت ، تأسست عام 2009 في تكساس ، الولايات المتحدة .

## وصلات خارجية
- الموقع الرسمي